# Bão tại Hồng Kông năm 1937
Cơn bão Đinh Sửu năm 1937 (tiếng Trung: 1937年丁丑颱風; Hán-Việt: 1937 niên Đinh Sửu đài phong; còn được biết đến trong tiếng Anh: Great Hong Kong Typhoon of 1937) là một trong những thảm họa thiên nhiên tồi tệ nhất trong lịch sử Hồng Kông. Nó – một xoáy thuận nhiệt đới không được đặt tên – đã đổ bộ vào Hồng Kông và Ma Cao sáng sớm ngày 2 tháng 9 năm 1937 (năm Đinh Sửu), gây ra thiệt hại trên diện rộng. Bão đã gây ra triều cường cao hơn 6 mét (20 ft) tại cảng Tolo (Tân Giới), khiến khu Đại Bộ chịu thiệt hại nặng nề. Theo thống kê chưa đầy đủ vào thời điểm đó, có tổng cộng từ 2.565 đến khoảng 11.000 người đã thiệt mạng trong trận bão này ở Hồng Kông; trong khi đó, tại Ma Cao, chỉ có 21 người mất mạng vì cơn bão này.

## Lịch sử khí tượng
Cơn bão Đinh Sửu hình thành vào ngày 24 tháng 8 năm 1937, cách khoảng 322 kilômét (200 mi) về phía nam của đảo Guam, sau đó di chuyển về phía tây bắc và phía tây. Sáng ngày 31 tháng 8, vị trí cơn bão nằm tại phía đông eo biển Balintang. Chịu ảnh hưởng của áp cao cận nhiệt đới trên vùng biển gần Nhật Bản, cơn bão chuyển hướng, di chuyển theo hướng Tây Tây Bắc. Đến 5:00 chiều ngày 1 tháng 9, nó đi qua phía bắc quần đảo Đông Sa, và tiếp tục di chuyển về phía Tây Tây Bắc với tốc độ 17 dặm (31 km), tiếp cận bờ biển Quảng Đông. Vào lúc 3 giờ sáng ngày 2 tháng 9, cơn bão đi qua vùng biển gần đảo Waglan. Nó đã gần như đổ bộ Hồng Kông vào khoảng 3:45, đồng thời vị trí tâm bão cách khoảng 5 dặm (9 km) về phía nam của đảo Hồng Kông (tại thời điểm tiếp cận gần nhất của nó), và khoảng 7 hải lý (13 km) về phía nam của Đài thiên văn Hoàng gia Hồng Kông. Sau khi vượt qua vùng biển phía nam của đảo Hồng Kông, cơn bão tiếp tục hướng về phía bắc của Ma Cao. Nó cách khoảng 10 dặm (16 km) về phía bắc của Ma Cao và sau đó tiêu tan ở Trung Quốc đại lục.

## Ảnh hưởng

### Philippines
Cơn bão tiếp cận Basco, Philippines lúc 1:00 ngày 31 tháng 8. Vị trí tâm bão cách Basco khoảng 30 dặm (48 km) về phía nam. Nơi đây ghi nhận gió giật cấp 11 theo hướng tây tây bắc; đồng thời áp suất thấp nhất là 29,102 inch thủy ngân (985,3 mbar).

### Hồng Kông
- Tín hiệu cảnh báo xoáy thuận nhiệt đới： Tín hiệu bão số 10
- Vị trí gần địa phương nhất: 13 km về phía nam của Đài thiên văn Hồng  Kông (đi qua Hồng Kông)

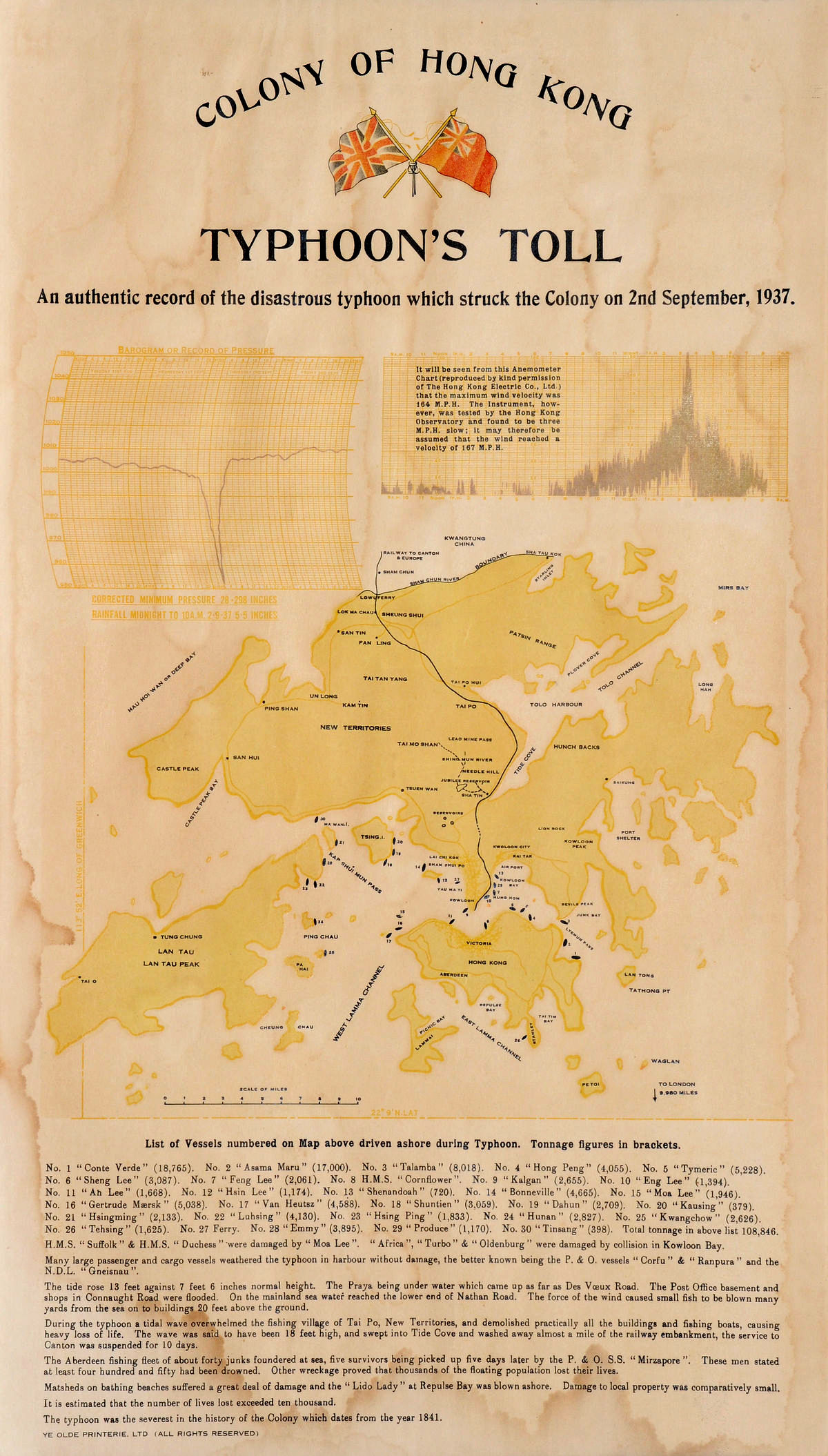
Một tấm áp phích mô tả chi tiết những thiệt hại phải gánh chịu trong cơn bão. Trên bản đồ là vị trí của 30 tàu bị đắm trong trận bão.

Đài thiên văn Hoàng gia Hồng Kông đã phát tín hiệu cảnh báo xoáy thuận nhiệt đới số 1 (mức cảnh báo thấp nhất) lúc 0 giờ 35 phút sáng ngày 1 tháng 9. Thời tiết ở xứ cảng thơm vẫn ổn vào ngày hôm đó, nhưng những đám mây ti – một dấu hiệu thường thấy trước khi có bão lớn – lại xuất hiện mờ mờ trên bầu trời. Khi đài phong dần tiến vào Hồng Kông, vào lúc 3:20 giờ chiều, Đài quan sát nâng mức cảnh báo lên số 5 (nay là Tín hiệu bão số 8 Tây Bắc). Đến 7 giờ, gió ở Hồng Kông thổi theo hướng Bắc Tây Bắc, đồng thời mạnh dần và duy trì hướng cho thấy có thể sẽ có một bão đổ bộ vào nơi đây. Sau nửa đêm, mưa vẫn trút xuống và khí áp cũng giảm dần. Cùng thời điểm, vào lúc 1 giờ 58 phút sáng ngày 2 tháng 9, Đài thiên văn Hồng Kông trực tiếp nâng tín hiệu cảnh báo bão lên 10 (mức cảnh báo xoáy thuận nhiệt đới cao nhất), đồng thời cho bắn loạt pháo cảnh báo lúc 2 giờ 10 phút.
3 giờ sáng ngày 2 tháng 9, cơn bão vượt qua phía nam đảo Waglan (phía đông nam thành phố) tiến vào nam phần Hồng Kông, áp suất thấp nhất ghi nhận được tại ngọn hải đăng trên hòn đảo là 27,76 inch thủy ngân (940,05 mbar). Khoảng 3 giờ 45 phút sáng, cơn cuồng phong đổ bộ Hồng Kông, vị trí tâm bão cách Đài thiên văn Hoàng gia Hồng Kông khoảng 7 hải lý (13 km) về phía nam. Tại khu vực đài quan sát, trời gần như tạnh mưa từ 3 giờ đến 3 giờ 50 phút, đồng thời gió cũng đổi chiều, thổi theo hướng khác. Cùng thời điểm, vùng nam bộ đảo Hồng Kông cũng ghi nhận không có gió trong khoảng 10 đến 20 phút, nhưng nó không hoàn toàn lặng mà thổi theo hướng đông. Vì vậy, mọi người tin rằng tâm bão đang di chuyển qua phía nam hòn đảo. Tuy nhiên, chỉ một giờ sau, đài quan sát lại ghi nhận gió giật mạnh vào lúc 4 giờ 45 phút. Sau khi cơn bão quét qua Hồng Kông và cửa sông Châu Giang, Đài thiên văn đã đổi tín hiệu bão số 10 thành tín hiệu bão số 8 (hiện là tín hiệu bão số 8 Đông Nam) vào lúc 6 giờ 25 phút. Lúc 10 giờ 45 phút, tất cả các tín hiệu cảnh báo bão được loại bỏ.
Khi cơn bão đổ bộ, áp suất thấp nhất mà Đài thiên văn Hồng Kông ghi nhận là 958,3 mbar, sức gió trung bình một giờ là 59 hải lý (109 km/h), sức gió mạnh nhất duy trì liên tục trong 10 phút là 74 hải lý (137 km/h) và duy trì liên tục trong một giờ là 130 hải lý (240 km/h) (đây là giới hạn đo của phong tốc kế, sức gió tối đa thực sự có thể cao hơn mức này); gió giật trung bình và mạnh nhất duy trì liên tục trong 10 phút đều là kỷ lục của Hồng Kông, cho đến khi bị phá vỡ bởi cơn bão Wanda năm 1962. Không chỉ vậy, phong tốc kế của Công ty Hongkong Electric Holdings đặt tại Nhà máy điện lực Bắc Giác còn ghi nhận được gió giật mạnh nhất là 145 hải lý (269 km/h). Lượng mưa trong một giờ cao nhất mà Đài thiên văn Hồng Kông ghi chép được là 2,15 inch (54,61 mm) trong khoảng thời gian từ 4 giờ 30 phút đến 5 giờ 30 phút. Nước dâng do bão gây ra đã làm cho mực nước ở hải cảng Victoria cao hơn 2 mét so với mực nước triều cường bình thường. Trong khi đó, tại cảng Tolo ở phía đông bắc Tân Giới có triều cường từ 20 đến 30 feet (khoảng 6 đến 9 mét) do địa hình của nó.

### Ma Cao
- Tín hiệu cảnh báo xoáy thuận nhiệt đới： Tín hiệu bão số 10

Cơn bão đổ bộ Ma Cao lúc 2 giờ 5 phút sáng ngày 2 tháng 9, chính quyền thuộc địa đã cho bắn ba phát phong pháo nhằm đánh thức thường dân, đồng thời thực hiện công tác phòng tránh bão. Lúc 3 giờ, gió mạnh thổi bay gần hết đèn và đường dây điện thoại, gây mất điện trên toàn thành phố khiến cảnh sát và lính cứu hỏa kiệt sức. Từ 10 giờ ngày 1 tháng 9 đến 4 giờ 30 phút ngày 2 tháng 9, gió chuyển hướng Bắc Tây Bắc, đến 5 giờ thì đổi hướng Tây Bắc và tiếp tục mạnh lên, với tốc độ gió lên đến 178 km/h. Sau đó lúc 6 giờ, các máy đo gió vì giới hạn về kỹ thuật đã không thể đo thêm được nữa. Áp suất thấp nhất được ghi nhận ở Ma Cao là 717,46 mmHg (956,5 mbar). Hậu quả là một căn nhà xây bằng gạch bị sập gần bưu điện ở trung tâm thành phố làm 4 người chết và 2 người bị thương. Tổng cộng có 21 người thiệt mạng do cơn bão tại Ma Cao.

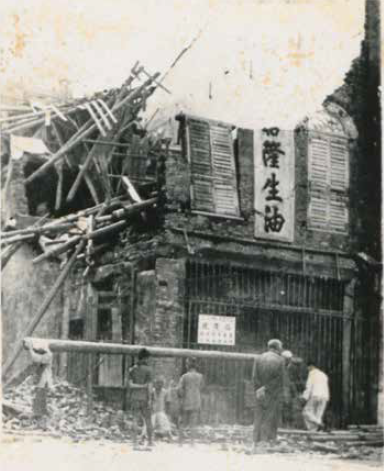
Một cửa hàng bị sập do cơn bão
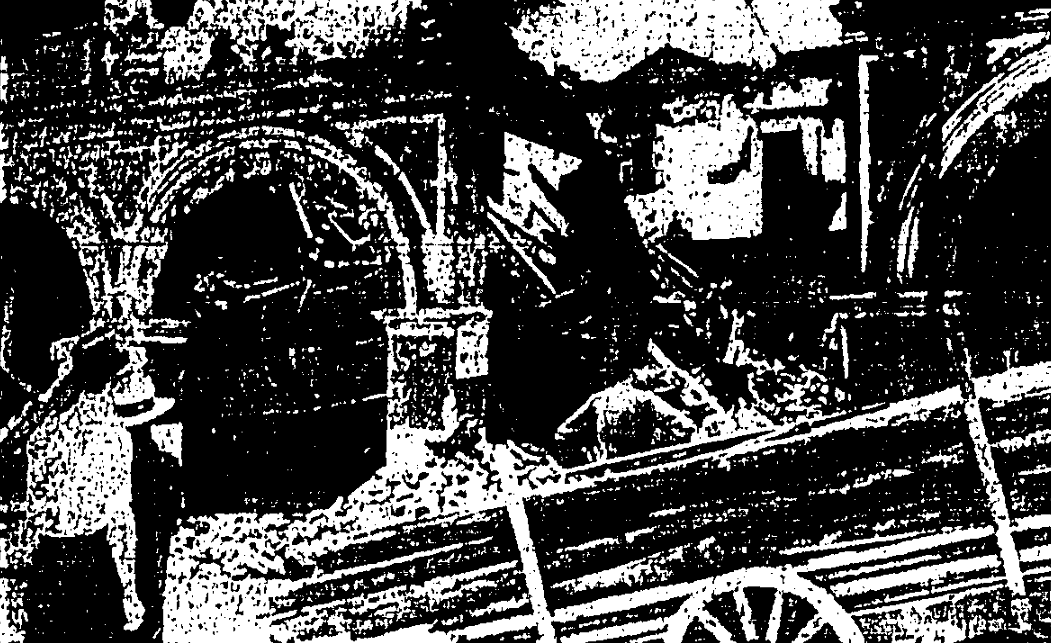
Một ngôi nhà khác bị tàn phá trong thành phố
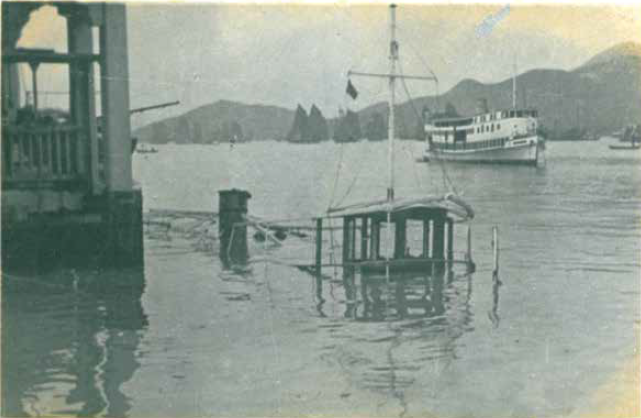
Chìm tàu tại Bến tàu nội cảng Ma Cao
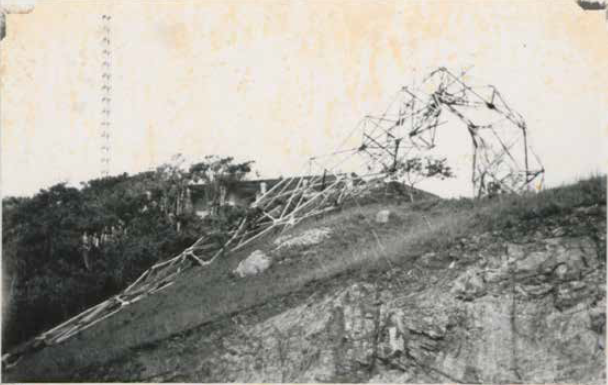
Tháp ăng ten vô tuyến của pháo đài Mã Giao Thạch bị quật gãy
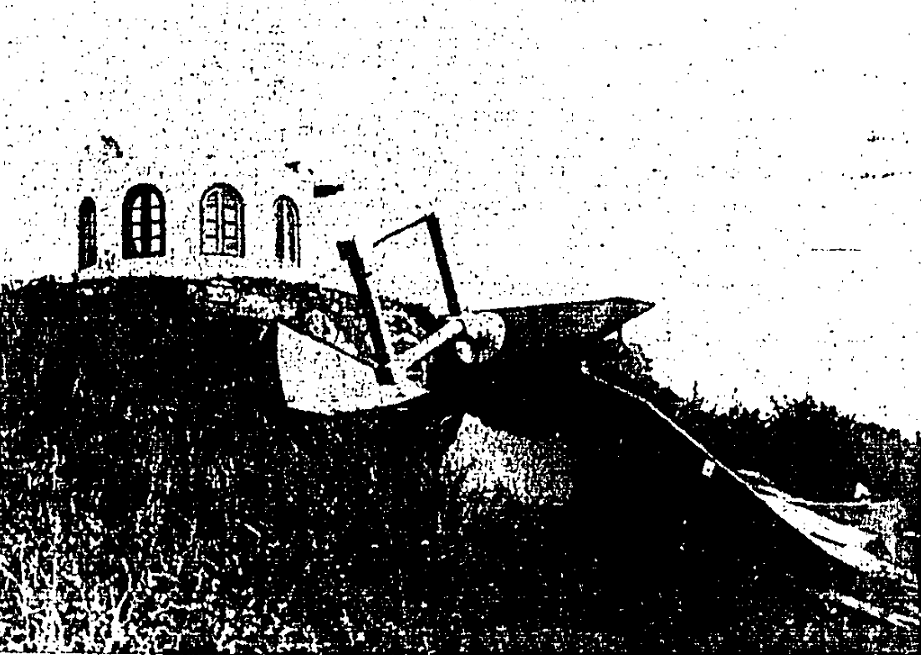
Mái nhà Đài phát thanh Phiếm Mỹ trên đỉnh núi bị thổi bay